# Listă de traduceri în limba română ale operelor lui Jules Verne
Scopul acestui articol este să prezinte o listă a traducerilor în limba română a operelor lui Jules Verne, cuprinzând romanele, antologiile și povestirile sale. Deoarece anual se publică noi traduceri ale operelor verniene, această listă s-ar putea să nu fie completă.

## Romane

### Călătorii extraordinare
- Cinci săptămâni în balon

1909 - Cinci săptămâni în balon, Ed. Leon Alcalay, Colecția ”Biblioteca pentru toți”, nr. 494-498, traducere Constantin Pestreanu
perioada interbelică - Cinci săptămâni în balon, Ed. Socec & Co.
cca 1933 - Cinci săptămâni în balon, Ed. Cartea Românească S.A.R., traducere George B. Rareș, 368 pag.
cca 1940 - Cinci săptămâni în balon, Ed. Cugetarea, traducere Ion Pas, 128 pag.
1951 - Cinci săptămîni în balon, Ed. Tineretului, 230 pag.
1955 - Cinci săptămîni în balon, Ed. Tineretului, 278 pag.
1958 - Cinci săptămîni în balon, Ed. Tineretului
1972 - Cinci săptămîni în balon, Ed. Ion Creangă, Colecția ”Jules Verne”, vol. 3, traducere Radu Tudoran, 288 pag.
1978 - Cinci săptămîni în balon, Ed. Ion Creangă, traducere Radu Tudoran
1995 - Cinci săptămâni în balon, Ed. Snagov, 214 pag.
2001 - Cinci săptămâni în balon, Ed. Corint, 226 pag., ISBN 973-9281-41-9
2004 - Cinci săptămâni în balon, Ed. Corint, traducere Manuela Coravu, 232 pag., ISBN 973-135-065-3
2004 - Cinci săptămâni în balon, Ed. Exigent, 142 pag., ISBN 973-8202-57-4
2004 - Cinci săptămâni în balon, Ed. Regis, 352 pag. ISBN 978-973-89698-7-4
2005 - Cinci săptămâni în balon, Ed. Corint Junior, seria ”Călătoriile extraordinare de Jules Verne”, traducere Manuela Coravu, 272 pag., ISBN 973-7789-28-8
2006 - Cinci săptămâni în balon, Ed. Prietenii Cărții, 214 pag.
2006 - Cinci săptămâni în balon, Ed. Cartex 2000, 144 pag., ISBN 978-973-104-014-5
2007 - Cinci săptămâni în balon, Ed. Paralela 45, 184 pag., ISBN 978-973-47-0069-1
2007 - Cinci săptămâni în balon, Ed. Tedit F.Z.H., Colecția ”Picolino”, traducere Dan Starcu, 254 pag., ISBN 973-8007-50-X
2008 - Cinci săptămâni în balon, Ed. Eduard, 288 pag., ISBN 978-973-88362-4-2
2008 - Cinci săptămâni în balon, Ed. Herra, 160 pag., ISBN 973-7923-54-5
2010 - Cinci săptămâni în balon, Ed. Adevărul, Colecția "Jules Verne", vol. 21, traducere Liliana Violeta Ștefan, 280 pag., ISBN 978-606-539-124-6
- Căpitanul Hatteras

perioada interbelică - Deșertul de ghiață - Aventurile căpitanului Hatteras, Ed. Cugetarea, 156 pag.
1973 - Căpitanul Hatteras, Ed. Ion Creangă, Colecția "Jules Verne", vol. 5, traducere Iosif Katz, 472 pag.
2010 - Căpitanul Hatteras, Ed. Adevărul, Colecția "Jules Verne", vol. 5, traducere Diana-Irina Gabor, 440 pag., ISBN 978-606-539-143-7
- O călătorie spre centrul Pământului

cca 1932 - Călătorie spre centrul Pământului, Ed. Cugetarea, București, traducere E. C. Decusara, 144 pag.
cca 1940 - Spre centrul pământului, Ed. Națională-Ciornei, 188 pag.
1958 - O călătorie spre centrul Pămîntului, Ed. Tineretului, București, traducere Dan Faur, 252 pag.
1971 - O călătorie spre centrul Pămîntului, Ed. Ion Creangă, București, Colecția ”Jules Verne”, vol. 1, traducere Dan Faur, 272 pag.
1977 - O călătorie spre centrul Pămîntului, Ed. Ion Creangă, București
1992 - O călătorie spre centrul Pămîntului, Ed. Eden, București, Seria ”Juvenalia”, trad. Paul Lampert, 168 pag.
2001 - O călătorie spre centrul Pământului, Ed. Corint, traducere Traian Fințescu, 200 pag., ISBN 973-653-240-2
2004 - O călătorie spre centrul Pământului, Ed. Herra, 224 pag., ISBN 973-7923-57-X
2004 - O călătorie spre centrul Pământului, Ed. Regis, 208 pag., ISBN 973-98851-6-0
2004 - Călătorie în centrul Pământului, Ed. Semne, 160 pag.
2005 - O călătorie spre centrul Pământului, Ed. Corint Junior, Seria ”Călătorii extraordinare de Jules Verne”, traducere Traian Fințescu, 248 pag., ISBN 973-7789-29-6
2005 - O călătorie spre centrul Pământului, Ed. Exigent, 234 pag., ISBN 978-973-8007-53-4
2006 - O călătorie spre centrul Pământului, Ed. Andreas, 222 pag.
2007 - O călătorie spre centrul Pământului, Ed. Cartex 2000, 204 pag., ISBN 978-973-104-076
2008 - Călătorie spre centrul Pământului, Ed. Rao, 56 pag., ISBN 978-973-10-3383-9 - rescrisă pentru copii de 8-10 ani și ilustrată de van Gool
2009 - O călătorie spre centrul Pământului. Goana după meteor, Ed. Adevărul, Colecția ”Biblioteca Adevărul”, nr. 40, traducere Doina Oprița, 430 pag.
2009 - Călătorie spre centrul pământului, Ed. Artemis și Semne
2010 - O călătorie spre centrul Pământului, Ed. Adevărul, Colecția "Jules Verne", vol. 13, traducere Doina Oprița, 240 pag., ISBN 978-606-539-127-7
2010 - O călătorie spre centrul Pământului, Ed. Maxim Bit, traducere Oana Bodiș, 128 pag., ISBN 978-973-8976-62-7
2011 - O călătorie spre centrul Pământului, Ed. Tedit F.Z.H., Colecția ”Picolino”, traducere Dan Starcu, 300 pag.
- De la Pământ la Lună

cca 1933 - Dela Pământ la Lună, Ed. Cultura Românească, traducere G. B. Rareș, 252 pag.
1937 sau 1942 - Dela Pământ la Lună, Ed. Cugetarea, traducere George B. Rareș, 152 pag.
1958 - De la Pămînt la Lună, Ed. Tineretului, colecția "Cutezătorii", traducere Dorina Ghinea, 380 pag.
1960 - De la Pămînt la Lună, Ed. Tineretului, colecția "Cutezătorii", traducere Dorina Ghinea, 380 pag.
1963 - De la Pămînt la Lună, Ed. pentru literatură, colecția "Biblioteca pentru toți", nr. 203, traducere Val. Panaitescu, 446 pag.
1977 - De la Pămînt la Lună, Ed. Ion Creangă, colecția "Jules Verne", nr. 14, traducere Aurora Gheorghiță, 288 pag.
1990 - De la Pămînt la Lună, Ed. Ion Creangă, colecția "Jules Verne", nr. 14, traducere Aurora Gheorghiță, 240 pag.
1995 - De la Pământ la Lună, Ed. Datina, traducere A. Gheorghiță, 368 pag., ISBN 973-95817-4-9
2002 - De la Pământ la Lună, Ed. Corint, traducere Traian Fințescu, 168 pag. ISBN 978-973-13-5077-6
2004 - De la Pământ la Lună, Ed. Regis, 224 pag.
2005 - De la Pământ la Lună, Ed. Corint Junior, traducere Traian Fințescu, 200 pag., ISBN 973-7789-30-X
2009 - De la Pământ la Lună. În jurul Lunii, Ed. Eduard, 476 pag., ISBN 978-973-1820-82-8
2010 - De la Pământ la Lună, Ed. Adevărul, Colecția "Jules Verne", vol. 14, traducere Diana-Irina Gabor și Mihaela-Anna Mihailide, 380 pag., ISBN 978-606-539-150-5
- Copiii căpitanului Grant

cca 1940 - Copiii căpitanului Grant (3 vol.), Ed. Cugetarea
1950 - Copiii căpitanului Grant, Ed. Tineretului, traducere M. Petroveanu
1955 - Copiii căpitanului Grant, Ed. Tineretului, traducere M. Petroveanu
1958 - Copiii căpitanului Grant, Ed. Tineretului, traducere M. Petroveanu
1969 - Copiii căpitanului Grant, Ed. Tineretului, colecția "Cutezătorii", traducere M. Petroveanu și C. Toescu, 558 pag.
1972 - Copiii căpitanului Grant (2 vol.), Ed. Ion Creangă, colecția "Biblioteca pentru toți copiii", nr. 18-19, traducere M. Petroveanu și C. Toescu, 760 pag.
1981 - Copiii căpitanului Grant (2 vol.), Ed. Ion Creangă, colecția "Jules Verne", nr. 28-29, traducere M. Petroveanu și C. Toescu, 508 pag.
1984 - Copiii căpitanului Grant (2 vol.), Ed. Ion Creangă, colecția "Jules Verne", nr. 28-29, traducere M. Petroveanu și C. Toescu, 508 pag.
1990 - Copiii căpitanului Grant, Ed. Venus, 500 pag.
1997 - Copiii căpitanului Grant (2 vol.), Ed. Litera, 624 pag., 9975-74-023-5
1997 - Copiii căpitanului Grant, Ed. Regis, 496 pag., ISBN 973-9885-01-2
2002 - Copiii căpitanului Grant, Ed. Corint, traducere Mihail Petroveanu, 496 pag., ISBN 973-653-246-1
2003 - Copiii căpitanului Grant (2 vol.), Ed. Cartex 2000, traducere M. Petroveanu și C. Toescu, 496 pag., ISBN 973-8202-73-6
2004 - Copiii căpitanului Grant, Ed. Corint Junior, 800 pag., ISBN 973-86887-0-1
2004 - Copiii căpitanului Grant (3 vol.), Ed. Prut International, traducere Mihail Petroveanu și C. Toescu, 676 pag., ISBN 978-9975-69-581-7, 978-9975-69-582-4 și 9975-69-583-3
2006 - Copiii căpitanului Grant, Ed. Herra, 576 pag., ISBN 973-7923-40-5
2006 - Copiii căpitanului Grant, Ed. Maxim Bit, 368 pag., ISBN 978-973-8976-48-1
2007 - Copiii căpitanului Grant, Ed. Corint Junior, traducere Manuela Coravu, 536 pag., ISBN 973-7789-24-5
2008 - Copiii căpitanului Grant (2 vol.), Ed. Eduard, 256 pag., ISBN 978-973-1820-20-0
2009 - Copiii căpitanului Grant, Ed. Cartier, colecția "Cartier popular", traducere Cezar Sandu-Titu, 888 pag., ISBN 978-9975-79-576-0
2010 - Copiii căpitanului Grant (2 vol.), Ed. Adevărul, Colecția "Jules Verne", vol. 28-29, traducere Coca Paula Iuliana, 620 pag., ISBN 978-606-539-174-1 și 978-606-539-175-8
- 20.000 de leghe sub mări

perioada interbelică – Douăzeci de mii de leghe sub mări (2 vol.) – Ed. Cugetarea
1949 – 20.000 de leghe sub mări – Ed. de Stat, , traducere Lucia Donea-Sadoveanu
1955 – 20.000 de leghe sub mări – Ed. Tineretului, 436 pag.,  traducere Lucia Donea-Sadoveanu și Gellu Naum
1959 – 20.000 de leghe sub mări – Ed. Tineretului, 392 pag.,  traducere Lucia Donea-Sadoveanu și Gellu Naum
1968 – 20.000 de leghe sub mări – Ed. Tineretului, 494 pag.,  traducere Lucia Donea-Sadoveanu și Gellu Naum
1977 – 20.000 de leghe sub mări – Ed. Ion Creangă, colecția ”Jules Verne”, nr. 13, traducere Lucia Donea-Sadoveanu și Gellu Naum, 320 pag.
1980 – 20.000 de leghe sub mări – Ed. Nolit-Ceres
1989 – 20.000 de leghe sub mări – Ed. Ion Creangă, colecția ”Jules Verne”, nr. 13, traducere Lucia Donea-Sadoveanu și Gellu Naum, 320 pag.
1994 – 20.000 de leghe sub mări – Ed. Octopodium, 368 pag.
1995 – Douăzeci de mii de leghe sub mări – Ed. Regis, 418 pag., ISBN 973-9413-20-X
2003 – 20000 de leghe sub mări – Ed. Cartex 2000, 320 pag., ISBN 973-8202-78-7
2003 – 20.000 de leghe sub mări – Ed. Herra, 352 pag., ISBN 973-7923-55-3
2005 – 20 000 de leghe sub mări – Ed. Corint Junior, colecția ”Călătoriile extraordinare de Jules Verne”, traducere Manuela Coravu, 376 pag., ISBN 973-7789-53-9
2007  – 20 000 de leghe sub mări – Ed. Corint, traducere Manuela Coravu, 400 pag., ISBN 973-135-010-3
2007 – Douăzeci de mii de leghe sub mări – Ed. Tedit F.Z.H., colecția ”Picolino”, traducerea P. Starcu, 232 pag., ISBN 973-8007-52-6
2009 – 20.000 de leghe sub mări – Ed. Eduard, 480 pag., ISBN 978-973-1995-22-9
2010 – 20.000 de leghe sub mări – Ed. Adevărul, colecția ”Jules Verne”, nr. 1, traducere Dan Starcu, 320 pag., ISBN 978-606-539-126-0
2010 – 20000 de leghe sub mări – Ed. Maxim Bit, traducere Diana-Simina Ludușan, 288 pag., ISBN 978-973-8976-49-8
- În jurul Lunii[1]

1921 - Împrejurul Lunii, Ed. Cugetarea
1977 - De la Pămînt la Lună, Ed. Ion Creangă, colecția "Jules Verne", nr. 14, traducere Aurora Gheorghiță, 288 pag.
1990 - De la Pămînt la Lună, Ed. Ion Creangă, colecția "Jules Verne", nr. 14, traducere Aurora Gheorghiță, 240 pag.
2003 - În jurul Lunii, Ed. Corint, traducere Traian Fințescu, 184 pag., ISBN 973-9413-19-6
2009 - De la Pământ la Lună. În jurul Lunii, Ed. Eduard, 476 pag., ISBN 978-973-1820-82-8
2010 - De la Pământ la Lună, Ed. Adevărul, Colecția "Jules Verne", vol. 14, traducere Diana-Irina Gabor și Mihaela-Anna Mihailide, 380 pag., ISBN 978-606-539-150-5
- Un oraș plutitor

cca 1923 - Un oraș plutitor, Ed. Socec & Co., traducere Anton Constantinescu, 230 pag.
cca 1940 - Un oraș plutitor, Ed. Cugetarea, 116 pag.
1985 - Un oraș plutitor. Spărgătorii blocadei. Invazia mării, Ed. Ion Creangă, colecția "Jules Verne", nr. 35, traducere Doina Opriță, 280 pag.
2001 - Un oraș plutitor, Ed. Corint, traducere Dan Starcu, 104 pag., ISBN 973-653-187-2
2008 - Doctor Ox. Un oraș plutitor, Ed. Arthur, colecția "Arthur clasic", traducere Ion Hobana și Doina Opriță, 256 pag., ISBN 978-973-88909-2-4
2010 - Un oraș plutitor. Invazia mării, Ed. Adevărul, colecția "Jules Verne", vol. 35, traducere Nicolae Constantinescu și Georgiana Gabor, 340 pag., ISBN 978-606-539-181-9
- Aventurile a trei ruși și trei englezi în Africa Australă

perioada interbelică - Pățaniile a trei ruși și trei englezi în Africa Australă, Ed. Socec & Co, 302 pag.
1933 - Aventurile a trei ruși și trei englezi în Africa Australă, Ed. Cultura Românească, traducere George B. Rareș
1938 - Aventurile a trei ruși și trei englezi în Africa Australă, Ed. Cugetarea
1991 - Aventurile celor trei ruși și trei englezi în Africa Australă, Ed. Cozia, 160 pag.
2004 - Aventurile a trei ruși și trei englezi în Africa, Ed. Regis, 226 pag.
2010 - Aventurile a trei ruși și trei englezi în Africa Australă, Ed. ErcPress, colecția "Jules Verne", vol. 6, traducere George B. Rareș, 224 pag., ISBN 978-973-157-933-7
2011 - Aventurile a trei ruși și trei englezi în Africa australă, Ed. Mondoro, traducere Alina Loredana Brebeanu, 256 pag., ISBN 973-1973-80-7
- Ținutul blănurilor

1940 - Doi ani pe un bloc de ghiață (2 vol.), Ed. Cugetarea, 304 pag.
1975 - Țara blănurilor, Ed. Junimea, traducere Horia Vasilescu, 464 pag.
1980 - Ținutul blănurilor (2 vol.), Ed. Ion Creangă, Colecția "Jules Verne", nr. 24-25, traducere Sanda Radian, 332 pag.
2010 - Ținutul blănurilor (2 vol.), Ed. Adevărul, Colecția "Jules Verne", nr. 24-25, traducere Georgiana Gabor, 440 pag., ISBN 978-606-539-158-1 și 978-606-539-159-8
- Ocolul Pământului în 80 de zile

perioada interbelică – Ocolul lumii în 80 de zile, Ed. Cultura Românească, 310 pag.
perioada interbelică -  Ocolul lumii în 80 de zile, Ed. Leon Alcaly, Colecția "Biblioteca Pentru Toți". traducere G.Leeca
perioada interbelică - Ocolul Pământului în 80 de zile, Ed. Socec & Co
1956 - Ocolul Pămîntului în optzeci de zile, Ed. Tineretului, Colecția „Cutezătorii”, traducere Radu Tudoran, 206 pag.
1971 - Ocolul Pămîntului în 80 de zile, Ed. Ion Creangă, Colecția „Jules Verne”, nr. 2, traducere Radu Tudoran, 256 pag.
1982 - Ocolul Pămîntului în 80 de zile, Ed. Ion Creangă, Colecția „Jules Verne”, nr. 2, traducere Radu Tudoran, 186 pag.
1993 - Ocolul pământului în optzeci de zile, Ed. Eden, 188 pag.
2004 - Ocolul Pământului în optzeci de zile, Ed. Cartex 2000, 188 pag., ISBN 973-8202-59-0
2004 - Ocolul Pământului în 80 de zile, Ed. Corint, traducere Ecaterina Crețulescu, 176 pag., ISBN 973-653-291-7
2004 - Ocolul pământului în 80 de zile, Ed. Regis, 304 pag., ISBN 973-98850-9-8
2005 - Ocolul Pământului în 80 de zile, Ed. Niculescu, 176 pag., ISBN 978-973-56-8533-7
2006 - Ocolul Pământului în 80 de zile, Ed. Maxim Bit, 160 pag., ISBN 978-973-8976-16-0
2007 - Ocolul pământului în 80 de zile, Ed. Eduard, 256 pag., ISBN 978-973-8836-21-2
2007 - Ocolul pământului în optzeci de zile – Around the World in Eighty Days, Ed. Național, Colecția „Pagini celebre”, 168 pag., ISBN 973-659-108-5
2008 – Ocolul Pământului în 80 de zile, Ed. Rao, 56 pag., ISBN 978-973-1033-82-2 - rescrisă pentru copii de 8-10 ani și ilustrată de van Gool
2008 - Ocolul Pământului în 80 de zile, Ed. Gramar, 184 pag., ISBN 973-5916-33-9
2008 - Ocolul Pământului în 80 de zile, Ed. Prietenii Cărții, 234 pag.
2009 - Ocolul Pământului în 80 de zile, Ed. Herra, 192 pag. ISBN 973-7923-53-7
2010 - Ocolul Pământului în 80 de zile, Ed. Adevărul, Colecția „Jules Verne”, nr. 20, traducere Andreea Dumitrache, 220 pag., ISBN 978-606-539-128-4
- Insula misterioasă

1904 – Insula misterioasă, serializare în suplimentul revistei "Progresele științei"
perioada interbelică – Insula Misterioasă (3 vol. - I. Naufragiați în văzduh / II. Părăsitul / III. Secretul insulei), Ed. Cugetarea, traducere Ion Pas, 478 pag.
1953 – Insula misterioasă, Ed. Tineretului, 650 pag.
1956 – Insula misterioasă, Ed. Tineretului, Colecția „Cutezătorii”, 590 pag.
1959 – Insula misterioasă, Ed. Tineretului, 588 pag.
1979 – Insula misterioasă (2 vol.), Ed. Ion Creangă, Colecția „Jules Verne”, nr. 20-21, traducere Veronica Mihăileanu și Ion Mihăileanu, 492 pag.
1993 – Insula misterioasă, Ed. Octopodium, traducere Mircea Valetado, 552 pag., ISBN 973-9005-19-5
1999 – Insula misterioasă, Ed. Octopodium, traducere Mircea Valetado, 480 pag., ISBN 973-9005-30-6
1999 - Insula misterioasă, Ed. Vizual, traducere Ion Mihăileanu, 672 pag., ISBN 973-587-125-4
2003 – Insula misterioasă, Ed. Corint, traducere Manuela Coravu, 416 pag., ISBN 973-653-209-7
2005 – Insula misterioasă, Ed. Regis, 480 pag., ISBN 973-98850-8-X
2008 – Insula misterioasă, Ed. Eduard, 576 pag., ISBN 978-973-1995-27-4
2010 – Insula misterioasă (2 vol.), Ed. Adevărul, Colecția „Jules Verne”, nr. 2-3, traducere Dan Starcu, 600 pag., ISBN 978-606-539-122-2 și 978-606-539-123-9
- Cancelarul

perioada interbelică - Jurnalul uni naufragiat (Cancelarul), Ed. I. Negreanu , traducere George P.Rareș, 160 pag.
perioada interbelică - Însemnările călătorului pe mări J. R. Kazallon, Ed. Socec & Co., traducere Stefan Brănișteanu-Roman
2004 - Supraviețuitorii "Cancelarului", Ed. Corint, traducere Oana Uță, 184 pag., ISBN 973-653-506-1
2011 - Cancelarul, Ed. ErcPress, Colecția "Jules Verne", vol 13, traducere Cristian Starcu, 208 pag., ISBN 978-606-602-041-1
- Mihail Strogoff

perioada interbelică – Mihail Strogoff – Dela Moskova la Irkutsk (2 vol.), Ed. Cugetarea, traducere Ion Pas și Sarina Cassvan, 250 pag.
1994 – Mihail Strogoff, Ed. Junior, 308 pag., ISBN 973-96267-8-5
2004 – Mihail Strogov, Ed. Corint, traducere Constantin Ion Boeru, 384 pag., ISBN 973-653-551-7
2005 – Mihail Strogov, Ed. Lucman, 288 pag., ISBN 973-723-101-5
2009 – Mihail Strogof, Ed. Artemis și Semne
2010 – Mihail Strogoff, Ed. ErcPress, colecția „Jules Verne”, nr. 8, traducere Ion Pas și Sarina Cassvan, 304 pag., ISBN 978-606-602-034-3
- Hector Servadac

perioada interbelică – Hector Servadac în lumea solară (2 vol.), Ed. Cugetarea, traducere Ion Pas, 252 pag.
1966 – Hector Servadac, Ed. Tineretului, traducere Teodora Cristea, 370 pag.
1984 – Hector Servadac, Ed. Ion Creangă, Colecția „Jules Verne”, nr. 34, traducere Teodora Cristea, 290 pag.
2010 – Hector Servadac, Ed. Adevărul, Colecța „Jules Verne”, nr. 34, traducere Andreea Dumitrache, 360 pag., ISBN 978-606-539-180-2
- Indiile negre

perioada interbelică – Indiile negre, Ed. Cugetarea, traducere P.I. Barad-Roman, 128 pag.
1979 – Indiile negre. Goana după meteor, Ed. Ion Creangă, Colecția „Jules Verne”, nr. 19, traducere Ecaterina Micu, 300 pag.
2001 – Indiile negre, Ed. Regis, traducere P.I. Barad-Roman, 192 pag., ISBN 973-8373-03-4
2003 – Indiile negre, Ed. Corint, traducere Camelia Dănescu, 160 pag., ISBN 973-653-358-1
2005 – Indiile negre, Ed. Ștefan, 176 pag., ISBN 973-7837-25-8
2010 – Indiile negre. Goana după meteor, Ed. Adevărul, Colecția „Jules Verne”, nr. 19, traducere Aurelia-Mihaela Hapaleți și Gellu Naum, 400 pag., ISBN 978-606-539-155-0
- Căpitan la cincisprezece ani

perioada interbelică – Un căpitan de cincisprezece ani (2 vol.), Ed. Cugetarea, 268 pag.
perioada interbelică – Un căpitan de cincisprezece ani, Ed. Națională-Ciornei, 204 pag.
1954 – Căpitan la 15 ani, Ed. Tineretului, traducere Simona Schileru și Anghel Ghițulescu, 380 pag.
1960 – Un căpitan de 15 ani, Ed. Tineretului, traducere Simona Schileru și Anghel Ghițulescu, 348 pag.
1970 – Căpitan la cincisprezece ani (2 vol.), Ed. Ion Creangă, „Biblioteca pentru toți copiii”, nr. 4-5, traducere Simona Schileru și Anghel Ghițulescu, 480 pag.
1980 – Căpitan la cincisprezece ani, Ed. Ion Creangă, Colecția „Jules Verne”, nr. 26, traducere Simona Schileru și Anghel Ghițulescu, 300 pag.
1993 – Căpitan la 15 ani, Ed. Regis, 320 pag.
2002 – Căpitan la 15 ani, Ed. Corint, traducere Traian Fințescu, 392 pag., ISBN 973-9413-31-5
2004 – Căpitan la 15 ani, Ed. Corint Junior, traducere Traian Fințescu, 528 pag., ISBN 973-86880-3-5
2004 – Căpitan la cincisprezece ani, Ed. Herra, 384 pag., ISBN 973-7923-58-8
2007 – Căpitan la cincisprezece ani, Ed. Maxim Bit, 240 pag., ISBN 978-973-8976-95-5
2008 – Căpitan la 15 ani, Ed. Artemis și Semne, 160 pag.
2008 – Căpitan la cincisprezece ani, Ed. Cartex, 286 pag., ISBN 973-104-126-1
2008 – Căpitan la 15 ani, Ed. Corint Junior, traducere Traian Fințescu, 528 pag., ISBN 973-128-181-0
2009 – Căpitan la cincisprezece ani, Ed. Eduard, 480 pag., ISBN 978-973-1820-81-1
2009 – Căpitan la cincisprezece ani, Ed. Tedit F.Z.H., 206 pag., ISBN 973-8007-41-0
2010 – Căpitan la cincisprezece ani, Ed. Adevărul, Colecția „Jules Verne”, nr. 26, traducere Dan Starcu, 380 pag., ISBN 978-606-539-171-0
- Cele 500 de milioane ale Begumei

1923 - Lupta pentru milioane, Ed. Socec & Co, 272 pag.
1963 - Cele cinci sute de milioane ale Begumei, serializat în "Colecția povestiri științifico-fantastice" nr. 200-205, traducere Ion Hobana
1968 - Cele cinci sute de milioane ale Begumei, Ed. Tineretului, traducere Gellu Naum, 190 pag.
1976 - Cele 500 milioane ale Begumei. Șarpele de mare, Ed. Ion Creangă, Colecția "Jules Verne", nr. 11, traducere Ion Hobana, 268 pag.
1993 - Lupta pentru milioane, Ed. Bebe, 208 pag.
1999 - Cele cinci sute de milioane ale Begumei, Ed. Compania, Colecția "La bord cu Jules Verne", traducere Ion Hobana, 192 pag., ISBN 978-973-99224-7-0
2005 - Cele cinci sute de milioane ale Begumei, Ed. Corint, traducere Manuela Coravu, 168 pag., ISBN 973-653-743-1
2005 - Lupta pentru milioane, Ed. Ștefan, 198 pag., ISBN 973-8493-99-4
2007 - Cele 500 de milioane ale Begumei, Ed. Paralela 45, 200 pag., ISBN 978-973-47-0109-4
2008 - Cele 500 de milioane ale Begumei, Ed. Artemis și Semne, 160 pag.
2010 - 500 de milioane ale Begumei. Șarpele de mare, Ed. Adevărul, Colecția "Jules Verne", nr. 11, traducere Vasile V. Rășcanu, 360 pag., ISBN 978-606-539-148-2
- Aventurile unui chinez în China

perioada interbelică - Interesantele aventuri ale unui chinez, Ed. Cugetarea, traducere Ion Pas, 136 pag.
1992 - Uimitoarele aventuri ale unui chinez, Ed. Agora, traducere Ion Pas, 200 pag., ISBN 973-95272-5-6
2001 - Nemaipomenitele aventuri ale unui chinez, Ed. Ion Creangă, 168 pag., ISBN 973-25-0651-2
2002 - Uimitoarele aventuri ale unui chinez, Ed. Corint, traducere Dan Starcu, 144 pag., ISBN 973-653-238-0
2009 - Aventurile unui chinez în China, Ed. Artemis și Semne, ISBN 978-606-1500-55-0
- Casa cu aburi

1908 - Minunile și grozăviile Indiei, Ed. Biuroul Universal, traducere Sofia Nădejde, 342 pag.
1923 - Elefantul de oțel, Ed. Socec & Co, traducere Maria G. Botez
1979 - Casa cu aburi, Ed. Ion Creangă, Colecția "Jules Verne", nr. 18, traducere Valeriu Mihăile, 312 pag.
2010 - Casa cu aburi, Ed. Adevărul, Colecția "Jules Verne", vol. 18, traducere Valeriu Mihăilă, 380pag. ISBN 978-606-539-154-3
- 800 de leghe pe Amazon

1935 - 800 leghe dealungul Amazonei (2 vol.), Ed. Cugetarea, traducere Ion Pas, 240 pag.
perioada interbelică - Opt sute leghe pe Amazon, Ed. Națională-Ciornei, 228 pag.
1974 - 800 de leghe pe Amazon, Ed. Ion Creangă, Colecția "Biblioteca pentru toți copiii", nr. 34, traducere Paula Găzdaru, 292 pag.
1981 - 800 de leghe pe Amazon, Ed. Ion Creangă, Colecția "Jules Verne", nr. 27, traducere Paula Găzdaru, 236 pag.
1993 - 800 de leghe pe Amazon, Ed. Eden, seria "Juvenalia", traducere Ion Pas, 244 pag., ISBN 973-9141-45-5
1998 - Opt sute de leghe pe Amazon, Ed. Vizual, 248 pag., ISBN 973-587-110-6
2003 - 800 de leghe pe Amazon, Ed. Donaris, 160 pag., ISBN 973-86278-4-2
2010 - 800 de leghe pe Amazon, Ed. Adevărul, Colecția "Jules Verne", vol. 27, traducere Adriana-Rodica Ștefănescu, 280 pag., ISBN 978-606-539-172-7
- Școala Robinsonilor

perioada interbelică - Școala de Robinsoni, Ed. Socec & Co, 286 pag.
1975 - Școala Robinsonilor. Raza verde, Ed. Ion Creangă, Colecția "Jules Verne", vol. 6, traducere Clinca Felicia, 296 pag.
2010 - Școala Robinsonilor. Raza verde, Ed. Adevărul, Colecția "Jules Verne", vol. 6, traducere Ana-Maria Moisin, 360 pag., ISBN 978-606-539-144-4
- Raza verde

perioada interbelică - Raza verde, Ed. Socec & Co, traducere George B. Rareș, 260 pag.
1975 - Școala Robinsonilor. Raza verde, Ed. Ion Creangă, Colecția "Jules Verne", vol. 6, traducere Clinca Felicia, 296 pag.
2002 - Raza Verde, Ed. Corint, traducere Constantin Ionescu Boeru, 160 pag., ISBN 973-653-374-3
2010 - Școala Robinsonilor. Raza verde, Ed. Adevărul, Colecția "Jules Verne", vol. 6, traducere Ana-Maria Moisin, 360 pag., ISBN 978-606-539-144-4
- Kéraban Încăpățânatul

perioada interbelică - O aventură în jurul Mării Negre, Ed. Națională-Ciornei, 192 pag.
1989 - Claudius Bombarnac. Kéraban Încăpățînatul, Ed. Ion Creangă, Colecția "Jules Verne", vol. 40, traducere Sanda Radian, 320 pag.
2005 - Kéraban Încăpățânatul, Ed. Prietenii Cărții, Colecția "Condor", 224 pag.
2010 - Claudius Bombarnac. Kéraban Încăpățânatul, Ed. Adevărul, Colecția "Jules Verne", vol. 40, traducere Marius Zavastin, 540 pag., ISBN 978-606-539-186-4
- Steaua Sudului

perioada interbelică - Steaua Sudului, Ed. Cugetarea, traducere Ion Pas, 128 pag.
1973 - Steaua Sudului, Ed. Ion Creangă, Colecția "Jules Verne", vol 4, traducere Ion Hobana, 240 pag.
1984 - Steaua Sudului, Ed. Ion Creangă, Colecția "Jules Verne", vol 4, traducere Ion Hobana, 174 pag.
2003 - Steaua Sudului, Ed. Corint, traducere Camelia Dănescu, 224 pag., ISBN 973-653-443-X
2006 - Steaua Sudului, Ed. Maxim Bit, traducere Otilia Leluțiu, 128 pag., ISBN 978-973-8976-50-4
2007 - Steaua Sudului, Ed. Cartex 2000, traducere Ion Pas, 142 pag., ISBN 978-973-104-092-9
2007 - Steaua Sudului, Ed. Paralela 45, 264 pag., ISBN 978-973-4700-88-2
2009 - Steaua Sudului, Ed. Herra, 160 pag., ISBN 978-973-1861-12-8
2010 - Steaua Sudului, Ed. Adevărul, Colecția "Jules Verne", vol. 4, traducere Alina-Olimpia Miron, 220 pag., ISBN 978-606-539-129-1
- Arhipelagul în flăcări

perioada interbelică - Arhipelagul în flăcări, Ed. Socec & Co, 262 pag.
perioada interbelică - Arhipelagul în flăcări, Ed. Cultura românească, Colecția "Căminul - Biblioteca literară științifică", nr. 215-219, traducere George B. Rareș, 246 pag.
1957 - Arhipelagul în flăcări, Ed. Tineretului, traducere Radu Tudoran, 194 pag.
2001 - Arhipelagul în flăcări, Ed. Gramar, 176 pag.
2002 - Arhipelagul în flăcări, Ed. Corint, traducere Cristina Jinga, 168 pag., ISBN 973-653-363-8
2005 - Arhipelagul în flăcări, Ed. Lucman, 188 pag., ISBN 973-723-054-X
2010 - Arhipelagul în flăcări, Ed. ErcPress, Colecția "Jules Verne", nr. 11, traducere C. Starcu, 192 pag., ISBN 978-606-602-039-8
- Mathias Sandorf

perioada interbelică - Mathias Sandorf (3 vol.), Ed. Cugetarea, traducere Ion Pas și Sarina Cassvan, 372 pag.
1925 – Conspiratorii,  Colecțiunea Romanelor Populare Ilustrate, 990  pag. în 30 fascicule
1957 - Mathias Sandorf, Ed. Tineretului, Colecția "Cutezătorii", traducere Ovidiu Drîmba, 548 pag.
1959 - Mathias Sandorf, Ed. Tineretului, traducere Ovidiu Drîmba, 548 pag.
1961 - Mathias Sandorf, Ed. Tineretului, traducere Ovidiu Drîmba, 548 pag.
1999 - Mathias Sandorf, Ed. Dacia, Colecția "Biblioteca mea", traducere Ovidiu Drîmba, 456 pag., ISBN 973-35-0823-3
2010 - Mathias Sandorf (2 vol.), Ed. Erc Press, Colecția "Jules Verne", vol. 9-10, traducere Ovidiu Drîmba, 544 pag., ISBN 978-606-602-048-0
- Un bilet de loterie

1925 - Salvarea miraculoasă, Ed. I. Negreanu, traducere George B. Rareș, 144 pag.
perioada interbelică - Un bilet de loterie, Ed. Cugetarea, traducere Ion Pas, 128 pag.
1975 - Un bilet de loterie. Farul de la capătul lumii, Ed. Ion Creangă, Colecția "Jules Verne", vol. 9, traducere Teodora Cristea, 226 pag.
1987 - Un bilet de loterie. Farul de la capătul lumii, Ed. Ion Creangă, Colecția "Jules Verne", vol. 9, traducere Teodora Cristea, 226 pag.
1990 - Un bilet de loterie. Farul de la capătul lumii, Ed. Ion Creangă, Colecția "Jules Verne", vol. 9, traducere Teodora Cristea
2003 - Un bilet de loterie, Ed. Corint, traducere Dan Starcu, 160 pag., ISBN 973-653-141-4
2005 - Un bilet de loterie, Ed. Ștefan, 208 pag., ISBN 973-7837-32-0
2010 - Un bilet de loterie. Farul de la capătul lumii, Ed. Adevărul, Colecția "Jules Verne", vol. 9, traducere Ruxandra Lambru, 320 pag., ISBN 978-606-539-146-8
- Robur Cuceritorul

perioada interbelică - Robur Cuceritorul, Ed. Cugetarea, traducere M. H. Perera, 142 pag.
1958 - Robur Cuceritorul, Ed. Tineretului, Colecția "Cutezătorii", 216 pag.
1964 - Robur Cuceritorul. Stăpânul lumii, Ed. Tineretului, traducere Ovid Constantinescu, 384 pag.
1970 - Robur Cuceritorul. Stăpânul lumii, Ed. Albatros, traducere Ovidiu Constantinescu, 432 pag.
1981 - Robur Cuceritorul. Stăpânul lumii, Ed. Ion Creangă, Colecția "Jules Verne", vol. 31, traducere Ovidiu Constantinescu
1990 - Robur Cuceritorul. Stăpânul lumii, Ed. Ion Creangă, Colecția "Jules Verne", vol. 31, traducere Ovidiu Constantinescu
2000 - Robur Cuceritorul, Ed. Corint, traducere Traian Fințescu, 192 pag., ISBN 973-653-071-X
2007 - Robur Cuceritorul, Ed. Maxim Bit, 128 pag., ISBN 978-973-1758-04-6
2010 - Robur Cuceritorul. Stăpânul lumii, Ed. Adevărul, Colecția "Jules Verne", vol.31, traducere Ramona-Alexandra Popescu, 400 pag., ISBN 978-606-539-177-2
- Nord contra Sud

perioada interbelică - Nord contra Sud (2 vol.), Ed. Cugetarea, traducere Jean Popescu-Hârșova, 260 pag.
2003 - Nord contra Sud, Ed. Corint, traducere Traian Fințescu, 280 pag., ISBN 973-653-241-0
2005 - Nord contra Sud, Ed. Lucman, traducere Adina Mihalache, 336 pag., ISBN 973-723-059-0
2010 - Nord contra Sud, Ed. ErcPress, Colecția "Jules Verne", vol. 5, traducere Jean Popescu-Hârșova, 320 pag., ISBN 978-973-157-934-4
- Drumul Franței

1925 - Drumul gloriei, traducere Constantin Ghica
1991 - Drumul gloriei, Ed. Agora, traducere Constantin Ghica, 200 pag., ISBN 	973-95073-6-0
2003 - Drumul Franței, Ed. Corint, traducere Traian Fințescu, 192 pag., ISBN 973-653-491-X
2011 - Drumul Franței, Ed. ErcPress, Colecția "Jules Verne", vol. 12,  traducere Dan Starcu, 224 pag., ISBN 978-606-602-040-4
- Doi ani de vacanță

perioada interbelică - Doi ani de vacanță, Ed. Națională-Ciornei, 232 pag.
1962 - Doi ani de vacanță, Ed. Tineretului, traducere Laura M. Dragomirescu, 352 pag.
1966 - Doi ani de vacanță, Ed. Tineretului, Colecția "Cutezătorii", traducere Laura M. Dragomirescu, 352 pag.
1975 - Doi ani de vacanță, Ed. Ion Creangă, Colecția "Jules Verne", vol. 8, 288 pag.
1994 - Doi ani de vacanță, Ed. Glykon, traducere Lydia Ciucă și Constantin Ionescu-Boeru, 270 pag.
2002 - Doi ani de vacanță, Ed. Corint, traducere Ecaterina Crețulescu, 240 pag., ISBN 973-135-032-5
2004 - Doi ani de vacanță, Ed. Corint Junior, traducere Ecaterina Crețulescu, 456 pag., ISBN 973-86880-2-7
2005 - Doi ani de vacanță, Ed. Donaris, 224 pag., ISBN 973-7842-02-2
2006 - Doi ani de vacanță, Ed. Corint, traducere Ecaterina Crețulescu, 460 pag., ISBN 973-128-182-7
2006 - Doi ani de vacanță, Ed. Maxim Bit, 192 pag., ISBN 978-973-8976-12-2
2008 - Doi ani de vacanță, Ed. Cartex 2000, 306 pag., ISBN 973-104-004-8
2009 - Doi ani de vacanță, Ed. Herra, 384 pag., ISBN 973-1861-17-3
2009 - Doi ani de vacanță, Ed. Tedith FZH, traducere Laura M. Dragomirecu, 340 pag., ISBN 973-8007-35-6
2010 - Doi ani de vacanță, Editura Adevărul, Colecția "Jules Verne", vol. 8, traducere Cristina Iuga, 380 pag, ISBN 978-606-539-125-3
- Familia fără nume

2011 - Familia fără nume, Ed. ErcPress, Colecția "Jules Verne", vol. 14, ISBN 973-602-042-8
- Întâmplări neobișnuite

1955 - Întâmplări neobișnuite, Ed. Tineretului, traducere A. Ghițulescu, 174 pag.
1980 - Castelul din Carpați. Întâmplări neobișnuite, Ed. Ion Creangă, Colecția "Jules Verne", vol. 23, traducere Anghel Ghițulescu, 268 pag.
1995 - Întâmplări neobișnuite. Goana după meteor, Ed. Nemira, traducere Gellu Naum și Anghel Ghițulescu, 316 pag., ISBN 978-973-569-099-1
2005 - Un Pământ cu susu-n jos, Ed. Corint, traducere Manuela Coravu, 320 pag., ISBN 973-653-785-4
2007 - Întâmplări neobișnuite, Ed. Maxim Bit, 126 pag., ISBN 978-973-8976-90-0
2010 - Castelul din Carpați. Întâmplări neobișnuite, Ed. Adevărul, Colecția "Jules Verne", vol. 23, traducere Dorina Oprea, 340 pag., ISBN 978-606-539-156-7
- César Cascabel

1988 - César Cascabel, Ed. Ion Creangă, Colecția "Jules Verne", vol. 39, traducere Doina Opriță, 216 pag.
2008 - César Cascabel, Ed. Art, Colecția "Arthur", traducere Doina Opriță, 448 pag., ISBN 978-973-88909-5-4
2010 - César Cascabel, Ed. Adevărul, Colecția "Jules Verne", vol. 39, traducere Corina Vascul, 340 pag., ISBN 978-606-539-185-7
- Doamna Branican

2011 - Doamna Branican, Ed. ErcPress, Colecția "Jules Verne", vol.15, traducere Daniel Adrian Olaru, 384 pag., ISBN 973-606-602-043-5
- Castelul din Carpați

1897 - Castelul din Carpați, Sibiu, traducere Victor Onișor
1929 - Castelul din Carpați, Ed. Cugetarea, traducere Ion Pas
1967 - Castelul din Carpați, Ed. Tineretului, traducere Vladimir Colin, 184 pag.
1980 - Castelul din Carpați. Întâmplări neobișnuite, Ed. Ion Creangă, Colecția "Jules Verne", vol. 23, traducere Vladimir Colin, 268 pag.
1992 - Castelul din Carpați, Ed. Universitas, 148 pag., ISBN 5-362-00824-2
2004 - Castelul din Carpați, Ed. Compania, Colecția "La bord cu Jules Verne", 224 pag.
2004 - Castelul din Carpați, Ed. Corint, traducere Traian Fințescu, 192 pag., ISBN 973-653-716-1
2010 - Castelul din Carpați. Întâmplări neobișnuite, Ed. Adevărul, Colecția "Jules Verne", vol. 23, traducere Dorina Oprea, 340 pag., ISBN 978-606-539-156-7
- Claudius Bombarnac

1989 - Claudius Bombarnac. Kéraban Încăpățînatul, Ed. Ion Creangă, Colecția "Jules Verne", vol. 40, traducere Sanda Radian, 320 pag.
2006 - Claudius Bombarnac, Ed. Lucman, 224 pag.
2010 - Claudius Bombarnac. Kéraban Încăpățânatul, Ed. Adevărul, Colecția "Jules Verne", vol. 40, traducere Coca Paula Iuliana, 540 pag., ISBN 978-606-539-186-4
- Prichindel

1987 - Prichindel, Ed. Ion Creangă, Colecția "Jules Verne", nr. 38, traducere Valeriu Mihăilă, 280 pag.
2005 - Prichindel (2 vol.), Ed. Minerva, Colecția "Biblioteca pentru toți", traducere Valeriu Mihăilă, 278 pag., ISBN 973-21-0746-4
2010 - Prichindel, Ed. Adevărul, Colecția "Jules Verne", vol. 38, traducere Valeriu Mihăilă, 440 pag., ISBN 978-606-539-184-0
- Uimitoarele peripeții ale jupânului Antifer

perioada interbelică - Comoara din ostrov - Minunatele aventuri ale lui Antifer (2 vol.), Ed. Cugetarea, traducere Ion Pas, 242 pag.
1959 - Uimitoarele peripeții ale domnului Antifer, Ed. Tineretului, traducere Ticu Archip, 426 pag.
1970 - Uimitoarele peripeții ale domnului Antifer, Ed. Albatros, Colecția "Cutezătorii", traducere Ticu Archip, 336 pag.
1978 - Uimitoarele peripeții ale jupînului Antifer, Ed. Ion Creangă, Colecția "Jules Verne", vol. 15, traducere Clinca Felicia, 288 pag.
2005 - Uimitoarele peripeții ale domnului Antifer, Ed. Lucman, ISBN 973-723-099-X
2010 - Uimitoarele peripeții ale jupânului Antifer, Ed. Adevărul, Colecția "Jules Verne", vol. 15, traducere Nicolae Constantinescu, 380 pag., ISBN 978-606-539-151-2
- Insula cu elice

1959 - Insula cu elice, Colecția de povestiri științifico-fantastice nr. 100-104, traducere Ion Hobana (ediție prescurtată)
1962 - Insula cu elice, Ed. Tineretului, traducere Ion Hobana, 384 pag.
1978 - Insula cu elice, Ed. Ion Creangă, Colecția "Jules Verne", vol. 16, traducere Ion Hobana, 284 pag.
1986 - Insula cu elice, Ed. Ion Creangă, Colecția "Jules Verne", vol. 16, traducere Ion Hobana
1998 - Insula cu elice, Ed. Corint, traducere Ecaterina Crețulescu, 272 pag., ISBN 973-9413-18-8
2007 - Insula cu elice, Ed. Eduard, traducere Mirela Papuc, 376 pag., ISBN 973-1820-28-6
2007 - Insula cu elice, Ed. Paralela 45, 410 pag., ISBN 978-973-4700-87-5
2010 - Insula cu elice, Ed. Adevărul, Colecția "Jules Verne", vol. 16, traducere Constantin Mihul, 360 pag., ISBN 978-606-539-152-9
- În fața steagului

perioada interbelică - În fața steagului, Ed. Socec & Co, 280 pag.
perioada interbelică - În fața steagului, Ed. Cultura Românească, traducere George B. Rareș, 334 pag.
1965 - În fața steagului, Ed. Tineretului, traducere Iulia Soare, 200 pag.
1992 - În fața steagului, Ed. Sibila, 176 pag.
2006 - În fața steagului, Ed. Lucman, 224 pag.
2010 - În fața steagului, Ed. ErcPress, Colecția "Jules Verne", vol. 1, traducere Iulia Soare, 208 pag., ISBN 978-973-157-932-0
- Clovis Dardentor

1982 - Clovis Dardentor. Secretul lui Wilhelm Storitz, Ed. Ion Creangă, Colecția "Jules Verne", vol. 32, traducere Tatiana Popescu-Ulmu, 276 pag.
2010 - Clovis Dardentor. Secretul lui Wilhelm Storitz, Ed. Adevărul, Colecția "Jules Verne", vol. 32, traducere Daniela-Andreea Andronic, 340 pag., ISBN 978-606-539-178-9
- Sfinxul ghețarilor

1958 - Sfinxul ghețarilor, Ed. Tineretului, Colecția "Cutezătorii", traducere Claudia Fischer și Vasile Chiriță, 440 pag.
1965 - Sfinxul ghețarilor (fragment), Colecției de povestiri științifico-fantastice nr. 257-258
2010 - Sfinxul ghețarilor (2 vol.), Ed. ErcPress, Colecția "Jules Verne", vol. 2-3, traducere Claudia Fischer și Vasile Chiriță, 432 pag., ISBN 978-973-157-976-4
- Minunatul Orinoco

1980 - Minunatul Orinoco, Ed. Ion Creangă, Colecția "Jules Verne", vol. 22, traducere Mara Giurgiuca, 272 pag.
2010 - Minunatul Orinoco, Ed. Adevărul, Colecția "Jules Verne", vol. 22, traducere Victoria Anghel, 360 pag., ISBN 978-606-539-142-0
- Testamentul unui excentric

1941 - Testamentul unui excentric (2 vol.), Ed. Cugetarea, traducere Th. Roman, 228 pag.
1974 - Testamentul unui excentric, Ed. Ion Creangă, Colecția "Biblioteca pentru toți copiii", nr. 35, traducere Teodora Cristea, 388 pag.
1981 - Testamentul unui excentric, Ed. Ion Creangă, Colecția "Jules Verne", vol. 30, traducere Teodora Cristea, 316 pag.
2002 - Testamentul unui excentric, Ed. Regis, 320 pag.
2010 - Testamentul unui excentric, Ed. Adevărul, Colecția "Jules Verne", vol. 30, traducere Cristina Tache, 440 pag., ISBN 978-606-539-176-5
- Satul aerian

1986 - Satul aerian. Închipuirile lui Jean Marie Cabidoulin, ed. Ion Creangă, Colecția "Jules Verne", vol. 37, traducere Sanda Radian, 272 pag.
2010 - Satul aerian. Spărgătorii blocadei, Ed. Adevărul, Colecția "Jules Verne", vol. 37, traducere Diana-Irina Gabor, 260 pag., ISBN 978-606-539-183-3
- Închipuirile lui Jean-Marie Cabidoulin

1969 - Șarpele de mare, Ed. Tineretului, traducere Ion Hobana, 226 pag.
1976 - Cele 500 milioane ale Begumei. Șarpele de mare, Ed. Ion Creangă, Colecția "Jules Verne", vol. 11, traducere Ion Hobana, 268 pag.
1986 - Satul aerian. Închipuirile lui Jean-Marie Cabidoulin, Ed. Ion Creangă, Colecția "Jules Verne", vol. 37, traducere Sanda Radian, 272 pag.
2000 - Șarpele de mare, Ed. Corint, traducere Venera Coravu, 152 pag., ISBN 973-653-088-4
2007 - Șarpele de mare, Ed. Maxim Bit, 128 pag., ISBN 978-973-1758-05-3
2007 - Șarpele de mare, Ed. Paralela 45, 208 pag., ISBN 978-973-4701-10-0
2010 - 500 de milioane ale Begumei. Șarpele de mare, Ed. Adevărul, Colecția "Jules Verne", nr. 11, traducere Vasile V. Rășcanu, 360 pag., ISBN 978-606-539-148-22
- Frații Kip

1944 - Frații Kip, traducere N. Săftoiu, 158 pag.
2004 - Frații Kip, Ed. Corint, traducere Traian Fințescu, 248 pag., ISBN 973-653-571-1
2010 - Frații Kip, Ed. Erc Press, Colecția "Jules Verne", vol. 7, traducere Daniel Adrian Olaru, 368 pag., ISBN 978-606-602-017-6
- Burse de călătorie

1978 - Burse de călătorie, Ed. Ion Creangă, Colecția "Jules Verne", vol. 17, traducere Teodora Cristea, 240 pag.
2010 - Burse de călătorie, Ed. Adevărul, Colecția "Jules Verne", vol. 17, traducere Nicolae Constantinescu, 340 pag., ISBN 978-606-539-153-6
- O tragedie în Livonia

2009 - O dramă în Livonia, Ed. Paralela 45, 208 pag., ISBN 973-47-0490-3
2011 - O tragedie în Livonia, Ed. ErcPress, Colecția "Jules Verne", vol. 16, traducere C. Starcu, 192 pag., ISBN 978-606-602-044-2
- Stăpânul lumii

1964 - Robur Cuceritorul. Stăpânul lumii, Ed. Tineretului, traducere Ovid Constantinescu, 384 pag
1970 - Robur Cuceritorul. Stăpânul lumii, Ed. Albatros, traducere Ovid Constantinescu, 384 pag.
1981 - Robur Cuceritorul. Stăpânul lumii, Ed. Ion Creangă, Colecția "Jules Verne", vol.31, traducere Ovidiu Constantinescu
1990 - Robur Cuceritorul. Stăpânul lumii, Ed. Ion Creangă, Colecția "Jules Verne", vol.31, traducere Ovidiu Constantinescu
2003 - Stăpânul lumii, Ed. Corint, traducere Traian Fințescu, 160 pag., ISBN 973-653-075-2
2010 - Robur Cuceritorul. Stăpânul lumii, Ed. Adevărul, Colecția "Jules Verne", vol.31, traducere Ramona-Alexandra Popescu, 400 pag., ISBN 978-606-539-177-2
- Invazia mării

1985 - Un oraș plutitor. Spărgătorii blocadei. Invazia mării, Ed. Ion Creangă, colecția "Jules Verne", nr. 35, traducere Doina Opriță, 280 pag.
2003 - Invazia mării, Ed. Corint, traducere Traian Fințescu, 128 pag., ISBN 973-653-479-0
2009 - Invazia mării. Spărgătorii blocadei, Ed. Art, traducere Doina Opriță, 352 pag., ISBN 978-973-88909-3-0
2010 - Un oraș plutitor. Invazia mării, Ed. Adevărul, colecția "Jules Verne", vol. 35, traducere Nicolae Constantinescu și Georgiana Gabor, 340 pag., ISBN 978-606-539-181-9

### Alte romane
- Farul de la capătul lumii

1975 - Un bilet de loterie. Farul de la capătul lumii, Ed. Ion Creangă, Colecția "Jules Verne", vol. 9, traducere Teodora Cristea, 226 pag.
1987 - Un bilet de loterie. Farul de la capătul lumii, Ed. Ion Creangă, Colecția "Jules Verne", vol. 9, traducere Teodora Cristea, 226 pag.
1990 - Un bilet de loterie. Farul de la capătul lumii, Ed. Ion Creangă, Colecția "Jules Verne", vol. 9, traducere Teodora Cristea
1998 - Farul de la capătul lumii, Ed. Europontic, 172 pag., ISBN 973-97922-8-6
2002 - Farul de la capătul lumii, Ed. Corint, traducere Constantin Ionescu Boeru, 144 pag., ISBN 973-653-406-5
2010 - Un bilet de loterie. Farul de la capătul lumii, Ed. Adevărul, Colecția "Jules Verne", vol. 9, traducere Ruxandra Lambru, 320 pag., ISBN 978-606-539-146-8
- Vulcanul de aur

1976 - Vulcanul de aur, Ed. Ion Creangă, Colecția "Jules Verne", vol. 12, traducere Paula Găzdaru, 304 pag.
2004 - Vulcanul de aur, Ed. Regis, 402 pag., ISBN 973-8556-25-2
2010 - Vulcanul de aur, Ed. Adevărul, Colecția "Jules Verne", vol. 12, traducere Mariana-Gabriela Anghel, 380 pag., ISBN 978-606-539-149-9
- Agenția Thompson and Co.

1983 - Agenția Thompson and Co, Ed. Ion Creangă, Colecția "Jules Verne", vol. 33, traducere Sanda Radian, 304 pag.
2010 - Agenția Thompson, Ed. Adevărul, "Colecția Jules Verne", vol. 33, traducere Florența Drăghicescu, 440 pag., ISBN 978-606-539-179-6
- Goana după meteor

1943 - Bolidul de aur, Ed. Cugetarea, traducere Jean Popescu Hârșova, 132 pag.
1963 - Goana după meteor, Ed. Tineretului, 230 pag.
1979 - Indiile negre. Goana după meteor, Ed. Ion Creangă, Colecția „Jules Verne”, nr. 19, traducere Ecaterina Micu, 300 pag.
1995 - Întâmplări neobișnuite. Goana după meteor, Ed. Nemira, traducere Gellu Naum și Anghel Ghițulescu, 316 pag., ISBN 978-973-569-099-1
2001 - Goana după meteor, Ed. Corint, traducere Traian Fințescu, 192 pag., ISBN 973-653-190-2
2009 - O călătorie spre centrul Pământului. Goana după meteor, Ed. Adevărul, Colecția ”Biblioteca Adevărul”, nr. 40, traducere Doina Oprița, 430 pag.
2009 - Goana după meteor, Ed. Maxim Bit, 160 pag., ISBN 978-973-8976-61-0
2010 - Indiile negre. Goana după meteor, Ed. Adevărul, Colecția "Jules Verne", vol. 19, traducere Aurelia-Mihaela Hapaleți și Gellu Naum, 400 pag., ISBN 978-606-539-155-0
- Pilotul de pe Dunăre

1985 - Pilotul de pe Dunăre, Ed. Ion Creangă, Colecția "Jules Verne", vol. 36, traducere Maria Brăescu
2005 - Pilotul de pe Dunăre, Ed. Corint, traducere Maria Brăescu
2006 - Dunărea galbenă, Ed. Dacia, ISBN  973-35-1983-9
2010 - Pilotul de pe Dunăre, Ed. Adevărul, Colecția "Jules Verne", vol. 36, traducere Nicolae-Bogdan Mușat
- Naufragiații de pe Jonathan

1938 - Naufragiații de pe "Jonathan" (2 vol.), Ed. Cugetarea, traducere Jean Popescu-Hârșova, 288 pag.
2002 - În Magellania, Ed. Niculescu
2005 - Naufragiații de pe Jonathan, Ed. Lucman, traducere Jean Popescu-Hârșova, 350 pag., ISBN 973-723-044-2
2010 - Naufragiații de pe Jonathan, Ed. Erc Press, București, Colecția "Jules Verne", vol. 4, traducere Jean Popescu-Hârșova, 336 pag., ISBN 978-973-157-935-1
- Secretul lui Wilhelm Storitz

perioada interbelică -  Secretul lui Wilhelm Storitz,  traducere G.Amza
1982 - Clovis Dardentor. Secretul lui Wilhelm Storitz, Ed. Ion Creangă, Colecția "Jules Verne", vol. 32, traducere Tatiana Popescu-Ulmu, 276 pag.
2002 - Secretul lui Wilhelm Storitz, Ed. Corint, traducere Isabelle Pavel, 148 pag., ISBN  973-6533-85-9
2010 - Clovis Dardentor. Secretul lui Wilhelm Storitz, Ed. Adevărul, Colecția, "Jules Verne", vol. 32, traducere Daniela-Andreea Andronic, 340 pag., ISBN 978-606-539-178-9
- Uimitoarea aventură a misiunii Barsac

1967 - Uimitoarea aventură a misiunii Barsac, Ed. Tineretului, traducere Gellu Naum, 420 pag.
1976 - Uimitoarea aventură a misiunii Barsac, Ed. Ion Creangă, Colecția "Jules Verne", vol. 10, traducere Gellu Naum, 320 pag.
2010 - Uimitoarea aventură a misiunii Barsac, Ed. Adevărul, Colecția „Jules Verne”, vol. 10, traducere Gellu Naum, 380 pag., ISBN 978-606-539-147-5
- Călătorie în Anglia și în Scoția

1999 - Călătorie de-a-ndărătelea în Anglia și Scoția, Ed. Compania, 224 pag., ISBN 973-99224-9-9
2010 - Călătorie în Anglia și în Scoția, ed. ErcPress, Colecția "Jules Verne" nr. 16, traducere D. Starcu, 192 pag., ISBN 978-606-602-045-9
- Parisul în secolul XX

1995 - Parisul în secolul XX, Ed. Nemira, Colecția "Paganel", traducere Ion Hobana, 176 pag., ISBN 973-569-100-0

## Culegeri de povestiri
- Doctorul Ox

cca 1916 - Doctorul Ox, Ed. „Librăria Universală Leon Alcalay”, ALCALAY & Co., Colecția „Biblioteca pentru toți” No. 987, traducere Zaharia B. Cosmin, 100 pag.
cca 1923 - Doctorul Ox, Ed. Socec & Co
1975 - Doctorul Ox, Ed. Ion Creangă, Colecția "Jules Verne", vol. 7, traducere Sanda Radian, 220 pag.
2001 - Doctor Ox, Ed. Regis, 176 pag.
2003 - Doctor Ox, Ed. Corint, 208 pag., ISBN 973-653-461-8
2010 - Doctorul Ox, Ed. Adevărul, Colecția "Jules Verne", vol. 7, traducere Aurelia-Mihaela Hapaleți, Daniela-Andreea Andronic, Dan Starcu și Sanda Radian, 320 pag., ISBN 978-606-539-145-1

## Povestiri
- O dramă în Mexic

1924 - Noul Cain, Ed. I Negreanu, traducere George B. Rareș
1942 - O dramă în Mexic - în volumul Printre ghețurile eterne, Ed. Cultura Românească
- O dramă în văzduh

1975 - O dramă în văzduh - în volumul Doctorul Ox, Ed. Ion Creangă, Colecția "Jules Verne", vol. 7, traducere Sanda Radian
2003 - O dramă în văzduh - în volumul Doctor Ox, Ed. Corint, ISBN 973-653-461-8
2005 - O dramă în văzduh - în volumul O dramă în văzduh, Ed. Minerva, traducere Ion Hobana, ISBN 973-21-0729-4
2007 - Călătorie prin văzduh - în volumul Călătorii extraordinare, Ed. Paralela 45, traducere Dan Starcu, 160 pag., ISBN 978-973-47-0019-6
2010 - O dramă în văzduh - în volumul Doctorul Ox, Ed. Adevărul, Colecția "Jules Verne", vol. 7, traducere Daniela-Andreea Andronic, ISBN 978-606-539-145-1
- Martin Paz

1924 - Logodnica indianului (Martin Paz), Ed. J. Negreanu, traducere George B. Rareș, 96 pag.
- Maestrul Zacharius sau ceasornicarul care și-a pierdut sufletul

1923 - Meșterul Zahari - în volumul Dragoste  și datorie, Ed. Alcalay & Calafateanu, Colecția Ancora, traducere George P. Raareș și Ana Mria G. Botez
2003 - în volumul Doctor Ox, Ed. Corint, ISBN 973-653-461-8
2007 - Stăpânul ceasurilor - în volumul Călătorii extraordinare, Ed. Paralela 45, traducere Dan Starcu, 160 pag., ISBN 978-973-47-0019-6
2011 - Meșterul Zacharius - în volumul Drumul Franței, Ed. ErcPress, Colecția "Jules Verne", vol. 12, traducere Dan Starcu, 224 pag., ISBN 978-606-602-040-4
- O iarnă printre ghețari

perioada interbelică - Răzbunarea marinarului, Ed. Principele Mircea, Colecția "Bucuria Mea", nr. 5, 100 pag.:
perioada interbelică - Răzbunarea marinarului, Ed. I. Negreanu
1942 - Printre ghețurile eterne - în volumul Printre ghețurile eterne, Ed. Cultura Românească
1975 - O iarnă printre ghețari - în volumul Doctorul Ox, Ed. Ion Creangă, Colecția "Jules Verne", vol. 7, traducere Sanda Radian
2001 - Printre ghețurile eterne - în volumul Doctor Ox, Ed. Regis, traducere Bogdan Z. Cosmin, ISBN 978-8373-06-5
2003 - O iarnă printre ghețari - în volumul Doctor Ox, Ed. Corint, ISBN 973-653-461-8
2010 - O iarnă printre ghețari - în volumul Doctorul Ox, Ed. Adevărul, Colecția "Jules Verne", vol. 7, traducere Daniela-Andreea Andronic, ISBN 978-606-539-145-1
- Spărgătorii blocadei

1923 - Dragoste  și datorie, Ed. Alcalay & Calafateanu, Colecția Ancora, traducere George P. Raareș și Ana Mria G. Botez
1924 - Vaporul misterios, Ed. J. Negreanu, traducere George B. Rareș, 112 pag.
1985 - Un oraș plutitor. Spărgătorii blocadei. Invazia mării, Ed. Ion Creangă, Colecția "Jules Verne", vol. 35, traducere Doina Opriță, 280 pag.
2007 - Spărgătorii blocadei - în volumul Călătorii extraordinare, Ed. Paralela 45, traducere Dan Starcu, 160 pag., ISBN 978-973-47-0019-6
2009 - Invazia mării. Spărgătorii blocadei, Ed. Art, traducere Doina Opriță, 352 pag., ISBN 978-973-88909-3-0
2010 - Satul aerian. Spărgătorii blocadei, Ed. Adevărul, Colecția "Jules Verne", vol. 37, traducere Daniela-Andreea Andronic, 260 pag., ISBN 978-606-539-183-3
- O fantezie a doctorului Ox

1924 - Uzina fermecată - Ed. I. Negreanu
1942 - Uzina fermecată (primele 6 capitole) și Doctor Ox (restul capitolelor) - în volumul Printre ghețurile eterne, Ed. Cultura Românească
1973 - O fantezie a doctorului Ox - în Colecția de povestiri științifico-fantastice, nr. 436-438, traducere Sanda Radian
1975 - O fantezie a doctorului Ox - în volumul Doctorul Ox, Ed. Ion Creangă, Colecția "Jules Verne", vol. 7, traducere Sanda Radian
2001 - Doctor Ox - în volumul Doctor Ox, Ed. Regis, traducere Bogdan Z. Cosmin, ISBN 978-8373-06-5
2003 - O fantezie a doctorului Ox - în volumul Doctor Ox, Ed. Corint
2005 - O fantezie a doctorului Ox - în volumul O dramă în văzduh, Ed. Minerva, traducere Ion Hobana, ISBN 973-21-0729-4
2008 - Doctor Ox - în volumul Doctor Ox. Un oraș plutitor, Ed. Arthur, colecția "Arthur clasic", traducere Ion Hobana și Doina Opriță, ISBN 978-973-88909-2-4
2010 - O fantezie a doctorului Ox - în volumul Doctorul Ox, Ed. Adevărul, Colecția "Jules Verne", vol. 7, traducere Aurelia-Mihaela Hapaleți, ISBN 978-606-539-145-1
- Un oraș ideal

2005 - Un oraș ideal - în volumul O dramă în văzduh, Ed. Minerva, traducere Ion Hobana, ISBN 973-21-0729-4
- Zece ore de vânătoare

1975 - Zece ore de vânătoare - în volumul Doctorul Ox, Ed. Ion Creangă, Colecția "Jules Verne", vol. 7, traducere Sanda Radian
2010 - Zece ore de vânătoare - în volumul Doctorul Ox, Ed. Adevărul, Colecția "Jules Verne", vol. 7, traducere Sanda Radian, ISBN 978-606-539-145-1
- Gil Braltar

2003 - Gil Braltar - în volumul Drumul Franței, Ed. Corint, traducere Traian Fințescu, 192 pag., ISBN 973-653-491-X
2021 - Gil Braltar - in volumul Drumul Franței, Ed. Litera, volumul 16, 256 pag.
- În secolul XXIX. O zi din viața unui ziarist american în anul 2889

1961 - În secolul XXIX. O zi din viața unui ziarist american în anul 2889 - în Colecția de povestiri științifico-fantastice nr. 150, traducere Ion Hobana
2005 - Ziua unui ziarist american in 2889 - în volumul O dramă în văzduh, Ed. Minerva, traducere Ion Hobana, ISBN 973-21-0729-4
- Aventurile familiei Raton

1925 - Aventurile familiei Guzgănescu, Ed. I. Negreanu, traducere George B. Rareș
1975 - Peripețiile familiei Ronț - în volumul Doctorul Ox, ed. Ion Creangă, Colecția "Jules Verne", vol. 7, traducere Sanda Radian
2010 - Aventurile familiei Raton - în volumul Doctorul Ox, ed. Adevărul, Colecția "Jules Verne", vol. 7, traducere Dan Starcu, ISBN 978-606-539-145-1
- Domnul Re-Diez și domnișoara Mi-Bemol

1975 - Domnul Re-Diez și domnișoara Mi-Bemol - în volumul Doctorul Ox, ed. Ion Creangă, Colecția "Jules Verne", vol. 7, traducere Sanda Radian
2010 - Domnul Re-Diez și domnișoara Mi-Bemol - în volumul Doctorul Ox, ed. Adevărul, Colecția "Jules Verne", vol. 7, traducere Dan Starcu, ISBN 978-606-539-145-1
- Escrocheria

1925 - Humbugul - în volumul Taina ocnașului (Destinul lui Jean Morénas}, Ed. I. Negreanu, traducere G. B. Rareș
1975 - Humbug - în volumul Doctorul Ox, Ed. Ion Creangă, Colecția "Jules Verne", vol. 7, traducere Sanda Radian
2010 - Escrocheria - în volumul Doctorul Ox, Ed. Adevărul, Colecția "Jules Verne", vol. 7, traducere Dan Starcu, ISBN 978-606-539-145-1
- Eternul Adam

1925 - Veșnicul Adam - în volumul Taina ocnașului (Destinul lui Jean Morénas}, Ed. I. Negreanu, traducere G. B. Rareș
1975 - Eternul Adam - în revista Secolul 20, nr. 4 / 1975, traducere Ion Hobana
1975 - Eternul Adam - în antologia Maeștrii anticipației clasice, Ed. Minerva, traducere Ion Hobana
1991 - Eternul Adam - în colecția "Cartea de aur a anticipației", nr. 1, Ed. Libra, traducere Ion Hobana
2005 - Edom - în volumul O dramă în văzduh, Ed. Minerva, traducere Ion Hobana, ISBN 973-21-0729-4
- Destinul lui Jean Morénas

1925 - Taina ocnașului (Destinul lui Jean Morénas}, Ed. I. Negreanu, traducere G. B. Rareș
- Răsculații de pe Bounty

1924 - Răscoala de pe vasul Bounty - în volumul Logodnica indianului (Martin Paz), Ed. J. Negreanu, traducere George B. Rareș.

## Non-ficțiune
- Istoria marilor descoperiri

1963 - Istoria marilor descoperiri (2 vol.), Ed. Științifică, 986 pag.
1994 - Istoria marilor descoperiri, Ed. Ion Creangă, 170 pag.

## Opere netraduse în limba română

### Romane
- Contele de Chanteleine - Tradus de "Aldo Press"
- Epava „Cynthiei” - Tradus de "Aldo Press"
- A doua patrie
- Unchiul Robinson

### Culegeri de povestiri
- Ieri și mâine [3]

### Povestiri
- Frritt-Flacc